# Tour Down Under 2004
La 6.ª edición del Tour Down Under (llamado oficialmente: Santos Tour Down Under) fue una carrera de ciclismo en ruta por etapas que se celebró entre el 20 y el 25 de enero de 2004 en Australia con inicio y final en la ciudad Adelaida sobre un recorrido de 726 kilómetros.
La carrera fue ganada por el corredor australiano Patrick Jonker, en segundo lugar Robbie McEwen y en tercer lugar Baden Cooke.

## Clasificaciones finales
- Las clasificaciones finalizaron de la siguiente forma:[3]

### Clasificación general
| \| Clasificación general \| Clasificación general \| Clasificación general \| Clasificación general \| Clasificación general \| \| Ciclista \| Ciclista \| Equipo \| Tiempo \| \| \| --------------------- \| --------------------- \| ------------------------ \| --------------------- \| --------------------- \| \| 1.º \| Patrick Jonker \| UniSA-Australia \| 16 h 32 min 19 s \| \| \| 2.º \| Robbie McEwen \| Lotto-Domo \| + 1 min 13 s \| \| \| 3.º \| Baden Cooke \| Fdjeux.com \| + 1 min 21 s \| \| \| 4.º \| Philippe Gilbert \| Fdjeux.com \| + 1 min 28 s \| \| \| 5.º \| Massimo Giunti \| Domina Vacanze \| + 1 min 28 s \| \| \| 6.º \| Murilo Fischer \| Domina Vacanze \| + 1 min 29 s \| \| \| 7.º \| Giuliano Figueras \| Ceramica Panaria-Margres \| + 1 min 30 s \| \| \| 8.º \| Aleksandr Bocharov \| Crédit Agricole \| + 1 min 31 s \| \| \| 9.º \| Luke Roberts \| ComNet-Senges \| + 1 min 47 s \| \| \| 10.º \| Gene Bates \| \| + 2 min 56 s \| \| |                    |                          |                  |
| |                    |                          |                  |
| Fuente: ProCyclingStats |                    |                          |                  |
| Clasificación general |                    |                          |                  |
| Ciclista | Ciclista           | Equipo                   | Tiempo           |
| 1.º | Patrick Jonker     | UniSA-Australia          | 16 h 32 min 19 s |
| 2.º | Robbie McEwen      | Lotto-Domo               | + 1 min 13 s     |
| 3.º | Baden Cooke        | Fdjeux.com               | + 1 min 21 s     |
| 4.º | Philippe Gilbert   | Fdjeux.com               | + 1 min 28 s     |
| 5.º | Massimo Giunti     | Domina Vacanze           | + 1 min 28 s     |
| 6.º | Murilo Fischer     | Domina Vacanze           | + 1 min 29 s     |
| 7.º | Giuliano Figueras  | Ceramica Panaria-Margres | + 1 min 30 s     |
| 8.º | Aleksandr Bocharov | Crédit Agricole          | + 1 min 31 s     |
| 9.º | Luke Roberts       | ComNet-Senges            | + 1 min 47 s     |
| 10.º | Gene Bates         |                          | + 2 min 56 s     |